# Walter Rossi
Walter Rossi (1946) es un micólogo, y botánico italiano.

## Algunas publicaciones

### Libros
- 2001. Iconography of Italian orchids. Ed. Ist. Nazionale per la Fauna Selvatica "Alessandro Ghigi". 100 pp.
- 1998. Triainomyces, a new genus of Laboulbeniales on the pill-millipede Procyliosoma tuberculatum from New Zealand. Ed. The New York Botanical Garden. 8 pp.
- alberto Fanfani, walter Rossi. 1998. Kỹ thuật nuôi trò̂ng cá̂y lan ( Técnicas de fitomejoramiento de Orquídeas). Ed. Hò̂ Chí Minh. 254 pp.

## Honores

### Epónimos
- (Cactaceae) Lobivia rossii var. sayariensis F.Ritter[1]
- (Iridaceae) Iris rossii Baker f. purpurascens Y.N.Lee[2]
- (Lamiaceae) Lepechinia rossii S.Boyd & Mistretta[3]

- La abreviatura «W.Rossi» se emplea para indicar a Walter Rossi como autoridad en la descripción y clasificación científica de los vegetales.[4]